# شربل بعيني
شربل بعيني أحد الشعراء اللبنانيين المغتربين في أستراليا، كان أول من أصدر ديواناً شعرياً باللغة العربية مطبوعاً في أستراليا اسمه مجانين، وقد اختارته الجامعة اللبنانية الثقافية - قارة أميركا الشمالية أميراً للشعر الاغترابي عام 2000، كما منحته رابطة إحياء التراث العربي جائزة جبران العالمية، وكرمته السفارة اللبنانية في العاصمة الأسترالية كانبرا عام 1987، أيام السفير الدكتور لطيف أبو الحسن وبحضور السلك الدبلوماسي العربي، كما شارك بمهرجانات المربد الشعرية في العراق عام 1987، وقال عنه يومذاك الدكتور الأب يوسف سعيد: شربل بعيني هزّ المربد الشعري الثامن في العراق. أصدر العديد من الكتب المدرسية والأدبية، وألف وأخرج العديد من المسرحيات التي أسهمت ببناء مسرح الأطفال العرب في أستراليا. كتبت عنه المؤلفات الكثيرة، وترجم العديد من مؤلفاته إلى الإنكليزية والفرنسية والأسبانية ولغة أردية والسريانية والفارسية. ولد عام 1951 في بلدة مجدلياالشمالية، كما منحته عام 2014 وزارة الثقافة اللبنانية درعاً تكريمياً لنشاطه الشعري المميز.

http://www.charbelbainibook.blogspot.com.au/" />

## نبذة عنه
ـ ولد شربل بعيني عام 1951، في بلدة مجدليا ـ قضاء زغرتا، لبنان الشمالي.
ـ هاجر إلى أستراليا عام 1971، بعد أن تعرّض لاعتداء من قبل أشباح المكتب الثاني اللبناني يومذاك.
ـ ألقى العديد من الأمسيات الشعرية في الوطن والمهجر.
ـ حاصل على شهادتين جامعيتين في التعليم الإثني وطريقة طرحه في مجتمع يتكلم لغة أخرى.
ـ مارس مهنة التعليم في معهد سيدة لبنان ـ هاريس بارك ـ سيدني، من عام 1980 لغاية 2009.
ـ تبنّت وزارة التربية في ولاية نيو ساوث ويلز مؤلفاته المدرسية، وعملت على طبعها، وما زالت تدرس في معظم المدارس العربية والأسترالية.
ـ أصدر صحيفة «صوت الأرز» ومجلة «ليلى» الورقيتين، ويشرف الآن على مؤسسة الغربة الاعلامية التي تضم تلفزيوناً وإذاعة ومجلة.
ـ توزّع باسمه جائزة عالمية اوجدها الدكتور عصام حداد في مدينة جبيل اللبنانية.
ـ في 17 آب 2023 احتفلت بلدته مجدليا ـ قضاء زغرتا لبنان الشمال، بإقامة تمثال له في وسط البلدة.

## كتبه الأدبيّة
1ـ مراهقة، 8 طبعات، 1968، 1983، 1987، 1989، 2010، 2016ـ 2018، 2020
2ـ قصائد مبعثرة، ثلاث طبعات،2010،1970، 2016
3ـ مجانين، سبع طبعات، 1976، 1986، 2002 ، 2010، ،1993، 2016، 2020
4ـ إلهي جديد عليكم ، ثلاث طبعات، 1982، 2010، 2016
5ـ مشّي معي، ثلاث طبعات، 1982، 2010، 2016
6ـ رباعيات ، اربع طبعات، 1983 ـ 2010،1986، 2016
7ـ قصائد ريفيّة، اربع طبعات، 1983، 2010،1986، 2016
8ـ من كل ذقن شعرة، خمس طبعات، 1984، 1986، 1990، 2010، 2016
9ـ من خزانة شربل بعيني، ثلاث طبعات، 1985، 1986، 2016
10ـ الغربة الطويلة، خمس طبعات، 1985، 1992، 2010،2002، 2016
11ـ كيف أينعت السنابل؟، اربع طبعات، 1987، 2010،1988، 2016
12ـ أللـه ونقطة زيت، ثلاث طبعات، 2010،1988، 2016
13ـ كي لا ننسى بطرس عنداري، 1988                             
14ـ معزوفة حب، ثلاث طبعات، 2010،1989، 2016
15ـ أحباب، ثلاث طبعات، 2010،1990، 2016
16ـ مناجاة علي، اربع طبعات، 1991، 1992، 2010، 2016
17ـ قرف، ثلاث طبعات، 1993، 2010، 2016
18ـ أغنية حب لأستراليا، ثلاث طبعات، 2010،2005، 2016
19ـ ظلال، 2010، 2018
20ـ غنوا يا أطفال، طبعتان، 2010، 2016
21ـ عالم أعمى، طبعتان، 2010، 2016
22ـ فنان، طبعتان، 2010، 2016، 2022
23ـ وريقات اعتراف، طبعتان، 2010، 2016
24ـ مناسباتي، طبعتان، 2010، 2016
25ـ زغاريد الفرح، 3 طبعات، 2010، 2016 ـ 2022
26ـ دموعي، طبعتان، 2010، 2016، 2022
27ـ أعراسنا، طبعتان، 2010، 2016
28ـ خواطر، طبعتان، 2010، 2016
29ـ يوميّات مراسل أجنبي في الشرق الأوسط، ثلاث طبعات، 2008، 2010، 2016
30ـ عندما يموت الشعراء، طبعتان، 2010، 2016
31ـ إضحك ببلاش، طبعتان، 2010، 2016
32ـ كتابات على حائط الغربة، طبعتان، 2010، 2016
33ـ أقوى من الجنس، طبعتان، 2010، 2016
34ـ قصائد مسليّة، طبعتان، 2010، 2016
35ـ لبنان بس، طبعتان، 2010، 2016
36ـ بلابلنا، طبعتان، 2010، 2016
37ـ كبارنا، طبعتان، 2010، 2016
38ـ إبن مجدليا، 2010، 2016، 2022
39ـ فافي، 2013
40ـ عجائب أمنا مريم العذراء (نقله الى الفصحى). 2015
41ـ اشتقنا، طبعتان 2015، 2018
42ـ أوزان، 2016، 2023
43ـ عبلى، 2016
44ـ ترانيم 2016 مع سي دي بصوت ميرنا نعمه
45ـ صدّق أو لا تصدّق، 2016
46ـ جنية الشجر، 2018
47ـ أوراق متناثرة، 2018
48ـ أولاد العز، 2018
49ـ خماسيات حب، 2018، 2020
50ـ مشوار 2019
51ـ أحبّكِ 2020
52- نجمة الشعر 2020
53ـ مملكة الحكي 2020
54ـ مسرحيات شربل بعيني، 4 أجزاء، 2020
55ـ غداً، سوف أرحل 2021
56ـ كان يا ما كان 2022
57ـ درب الحبايب 2022
58ـ ليش حبيتك 2022
59ـ أشعار شربل بعيني، 10 أجزاء 2022
60ـ مقالات شربل بعيني، 4 أجزاء، 2022
61ـ بقابا جمر  2021ـ 2023
62ـ حين تنساب القوافي 2023
ـ أعمال شربل بعيني الكاملة ـ الجزء الثاني ـ 2003
يحتوي على الكتب التالية:
ـ معزوفة حب
ـ مراهقة
ـ مشّي معي
ـ رباعيات
ـ أنا وليلى
ـ أحباب
ـ أعمال شربل بعيني الكاملة ـ الجزء الثالث ـ 2003
يحتوي على الكتب التالية
ـ قرف
ـ فنان
ـ غنّوا يا أطفال
ـ زغاريد الفرح

## كتبه المدرسيّة
Charbel Baini School Books
1984 ـ 1995ـ القراءة السهلة، طبعتان: The Easy Reader
1984 ـ 2000ـ سامي وهدى، طبعتان: Sammy and Houda
1985 ـ 1987ـ قاموسي، طبعتان: My Dictionary
1988 ـ القراءة الشاملة ـ الجزء الأول ـ Comprehensive Reading 1
1988 ـ القراءة الشاملة ـ الجزء الثاني ـ Comprehensive Reading 2
1990 ـ القراءة الحديثة، Modern Reading
1990 ـ دفتري السادس My Arabic easy reader workbook
1991ـ دروب القراءة، Reading Routes
1992ـ نعم، أنا أقرأ العربيّة Yes.. I can read Arabic
1996 ـ تعالوا نكتب Let's write
1997 ـ قراءتي الثانية My second reading
1998ـ كتابي الأول، My first Arabic book

## كتبه المترجمة
ـ مناجاة علي: بالإنكليزية، ترجمة ناجي مراد، إلياس شعنين وجو اليموني، طبعتان: 92، 1995
IN PRAISE OF ALI
بالفرنسية، ترجمة عبد الله خضر
INVOCATION D'ALI
مناجاة علي: بالإسبانية، ترجمة إبراهيم سعد
مناجاة علي بالأوردية Urdu ترجمة شبير بلكرامي
ـ رباعيّات: ترجمة آميل الشدياق، إنكليزي، 1993 QUARTETS
ـ أللـه ونقطة زيت
ترجمة مهى عبد الأحد، إنكليزي، 1997 GOD AND A DROP OF OIL
ـ أغنية حب لأستراليا: ترجمة بولا عبد الأحد، إنكليزي، 2005 LOVE SONG TO AUSTRALIA
ـ عالـم أعمى، ترجمة بولا عبد الأحد، إنكليزي2005 A BLIND WORLD
ـ 2015 شربل بعيني ومعاناة الهجرة، ترجمة نزار حنا الديراني، سرياني.
ـ 2015  فرح ودموع ترجمة ايلي شعنين، إنكليزي، Joys and Tears
ـ 2017ـ2018 الغربة الطويلة، ترجمة ميرنا نعمة، إنكليزي، Ancient Migrant

## مسرحياته
(مثلها آلاف الأطفال):
1968ـ خلصت اللعبة The Game is over
1987ـ فصول من الحرب اللبنانية، Episodes from the Lebanese war
1988ـ ألو أستراليا Hello Australia
1989ـ الطربوش The Hat
1990 ـ ضيعة الأشباح Gost town
1991ـ هنود من لبنان، Indians from Lebanon
1993ـ يا عيب الشوم Shame on you
1995 ـ أللـه بيدبّر God will help
1996 ـ المدرسة The school
1997 ـ شارع اللبنانيين Lebanese street
1998 ـ جارنا أبوردجيني Our neighbour is Aboriginal
2000 ـ طلّوا المغتربين Here come the migrants
2002 ـ عصابات وبس Gangs only
2004ـ يا مار شربل O, Saint Charbel
2005ـ الكنز المسحور The magical treasure

## جوائزه التقديرية
1985ـ جائزة الأرز الأدبيّة، من قنصل لبنان العام في سيدني جان ألفا
1986ـ جائزة تقدير الكلمة، من الأستاذ سامي مظلوم، مالبورن
1987ـ جائزة جبران العالميّة، من رابطة إحياء التراث العربي
1988ـ درع جمعيّة رأس مسقا الخيرية، سيدني
1990ـ جائزة كتابة الأغنية، من جمعية الفنون والتراث العربي، كانبرا
1992ـ درع مجدليا، من مختار بلدة مجدليا الياس ناصيف أبي خطار
1992ـ درع مغتربي بلدة مجدليا في كندا، بشخص المغترب طوني أنيسة.
1992ـ جائزة الشاعر الأديب جورج جرداق، بمناسبة تكريمه على ديوانه مناجاة علي.
1992ـ لوحة زيتية تمثّل كتاب (مناجاة علي)، من الجمعية العلوية، سيدني.
1993ـ درع المركب الفينيقي، جمعية بنت جبيل الخيرية، سيدني
1993ـ لوحة جلدية تمثل الشاعر حاملاً ديوانه الأول (مراهقة)، من الجالية اللبنانية بمناسبة يوبيله الفضي.
1994ـ جائزة التقدير الأولى للأدب المهجري، من مدرسة الشرق الأوسط الداوديّة، سيدني.
2000ـ جائزة أمير الأدباء اللبنانيين في عالـم الإنتشار، من المجلس القاري للجامعة اللبنانية الثقافيّة في العالـم،قارة أميركا الشمالية، الذي يرأسه الدكتور جوزيف حايك.
2001ـ لوحة تقديرية بمناسبة تكريمه عام من قبل إتحاد الجمعيّات اللبنانيّة في منطقة السانت جورج، سيدني.
2001ـ لوحة تقديريّة بمناسبة تكريمه عام بعيد تأسيس جمعية راهبات العائلة المقدسة المارونيات، سلمته إياها رئيسة معهد سيّدة لبنان الأخت إيرين بو غصن.
2002ـ جائزة أمير الشعراء اللبنانيين في عالـم الإنتشار، من المجلس القاري للجامعة اللبنانية الثقافية في العالـم، قارة أميركا الشمالية، الذي يرأسه الدكتور جوزيف حايك.
2012ـ  جائزة تقديرية من مؤسسة العراقية الاعلامية.
2014ـ جائزة تقديرية من مؤسسة "السواقي" الثقافية.
2014ـ جائزة تقديرية من مجلس الجالية اللبنانية.
2014ـ درع وزارة الثقافة اللبنانية بإمضاء الوزير ريمون عريجي.
2015ـ درع رابطة الشاعر العملاق عبد الوهّاب البياتي.
2015ـ درع تجمّع الوطنيين الاستراليين العرب.
2015ـ جائزة البيّاتي للقصيدة العمودية، أمسية البيّاتي الثانية.
2015ـ درع تقديري من قنصل لبنان العام في سيدني الاستاذ جورج البيطار غانم.
2016ـ شهادة تقدير من نادي شباب لبنان الأسترالي، فيكتوريا.
2016ـ درع تقديري من رئيسة جمعية انماء الشعر الدكتورة بهية ابو حمد.
2016ـ درع تقدير من قنصلية لبنان العامة في سيدني يحمل شعار وزارة الخارجية اللبنانية.
2016ـ شهادة تقدير من رئيس حزب العمال في ولاية نيو ساوث ويلز السيد لوك فولي.
2016ـ درع تكريمي من البيت الثقافي الفني في جنوب أستراليا ـ أدليد، بشخص رئيسه الاستاذ احمد مهدي.
2016ـ شهادة تقدير من نقابة شعراء الزجل في لبنان بشخص رئيسها الشاعر جورج ابو انطون.
2016ـ شهادة تقدير من السانتور شوكت مسلماني في برلمان ولاية نيو ساوث ويلز.
2016ـ شهادة تقدير من جامعة ستراتفورد ـ فيرجينيا ـ الولايات المتحدة الأميركية.
2016ـ شهادة تقدير من النائب الأسترالي، اللبناني الأصل، جهاد ديب.
2017ـ درع تقديري من جمعية مجدليا الخيرية ـ سيدني.
2017ـ درع تقديري من رئيسة جمعية انماء الشعر الدكتورة بهية ابو حمد تشجيعاً منه لباقي الشعراء بغية نشر مؤلفاتهم.
2018 ـ منحته الدكتورة بهية ابو حمد درع "الأبراج الماليزية" تقديراً له على محاورته الزجلية مع الشاعر لطيف مخائيل عبر الفايس بوك.
2018ـ ميدالية شهر رمضان المبارك من جمعية النهضة العراقية التي يرأسها الاستاذ غسان الأسدي.
2018ـ شهادة تقديرية من السانتور شوكت مسلماني بمناسبة اليوبيل الذهبي.
2019ـ شهادة تقديرية من مجلس الجالية اللبنانية بمناسبة يوم الوئام.
2019ـ شهادة تقديرية من جمعية النهضة العراقية بمناسبة يوم الوئام.
2019ـ شهادة تقديرية من حركة حق وعدالة، لبنان.
2020 ـ جائزة تقديرية من السانتور شوكت مسلماني
2021ـ منحوتة خشبية مستديرة بقطر طوله 120 سنتم لميدالية جائزة شربل بعيني بإزميل النحات العالمي توفيق مراد.
2022ـ جائزة تقديرية من نقيب الزجل اللبناني الشاعر جورج ابو انطون.
2023ـ جائزة تقديرية من وزارة الثقافة اللبنانية، بشخص الوزير محمد وسام المرتضى.
2023ـ جائزة تقديرية من رئيس جمعية مجدليا في سيدني الاستاذ أنطوني خوري.
2023ـ درع الابداع من الاديب سامي مظلوم، ملبورن.
2023ـ شهادة تقديرية من رئيس مجلس السفراء العرب في العاصمة الاسترالية كانبرا، السفير الاردني الدكتور علي كريشان.
2023ـ أرزة لبنانية مذهبة من منتدى شاعر الكورة الخضراء عبدالله شحادة الثقافي، بيد ابنة القصائد الاديبة ميراي شحادة حداد.
2023: درع تقديري من جمعية انماء الشعر والتراث، بشخص الرئيسة الدكتورة بهية ابو حمد.
2023ـ أرزة من خشب الأرزة الخالد بيد الأستاذة نانسي عكر.
2023ـ لوحة فنية تمثل التراث الكرابلسي بيد الفنان بسام ملوك.
2023ـ شهادة تقديرية من رابطة الجامعيين في الشمال بشخص الرئيس غسان عبدالرحمن الحسامي.

## كتب صدرت عنه
1986 ـ شربل بعيني بأقلامهم 1، كلارك بعيني
1987 ـ شربل بعيني بأقلامهم 2، كلارك بعيني
1988 ـ شربل بعيني بأقلامهم 3، كلارك بعيني
1989 ـ 2011 ـ شربل بعيني بأقلامهم 4، كلارك بعيني
1989ـ 2011 ـ شربل بعيني بأقلامهم 5، كلارك بعيني
1990 ـ 2011 ـ شربل بعيني بأقلامهم 6، كلارك بعيني
1990ـ 2011 - شربل بعيني بأقلامهم 7، كلارك بعيني
2010ـ شربل بعيني بأقلامهم 8، كلارك بعيني
2011 ـ شربل بعيني بأقلامهم 9، كلارك بعيني
2011 ـ شربل بعيني بأقلامهم 10، كلارك بعيني
2011 ـ شربل بعيني بأقلامهم 11، كلارك بعيني
1988، مشوار مع شربل بعيني، كامل المر
1988 ـ 1993، شربل بعيني ملاح يبحث عن اللـه، محمد زهير الباشا، سوريا
1993، الوهج الإنساني في مناجاة شربل بعيني، نجوى عاصي
1993ـ شربل بعيني في مناجاة علي، أحمد حمّود
1994 ـ شربل بعيني قصيدة غنّتها القصائد، مي طبّاع
1996ـ شربل بعيني في جامعة مكارثر ـ سيدني
2002 ـ 2010، أجمل ما قيل بأدب شربل بعيني 1، رفيق غنّوم
2002 ـ 2010 أجمل ما قيل بأدب شربل بعيني 2، رفيق غنّوم
2005، من نعيم خوري إلى شربل بعيني
2010، كمال العيادي: شربل بعيني الملك الأبيض
2010ـ كلمات سريعة عن شربل بعيني: د. علي بزّي
2014ـ عزيزي شربل بعيني، د. عصام حداد
2014ـ شربل بعيني: شاعر العصر في المغتربات، نعمان حرب
2014ـ شربل بعيني زينة الشعّار، عصام ملكي،
2014ـ شربل بعيني شاعر الغربة السوداء، الدكتور جميل الدويهي
2014 ـ شربل بعيني ظاهرة مميزة، بطرس عنداري
2014ـ شربل بعيني رائد من روّاد الشعر المهجري، انطونيوس بو رزق
2014ـ الثورة في شعر شربل بعيني، جوزاف بو ملحم
2014ـ شربل بعيني شاعر امتي، مفيد نبزو
2014ـ شربل بعيني فخر الشعّار، زين الحسن
2014ـ رسائل الكبار إلى شربل بعيني، نزار قباني، عبد الوهاب البياتي، الأب يوسف سعيد، د. رفعت السعيد، محمد الشرفي.
2014ـ شربل بعيني علامة فارقة في بستان الشعر المهجري، شوقي مسلماني
2014ـ شربل بعيني ثائر شجاع، ميشال حديّد
2015ـ حذار أن تصادق شربل بعيني، فاطمة ناعوت
2016ـ شربل بعيني رسام الكلمات، الأب يوسف جزراوي
2016ـ نحن وشربل بعيني، هدلا القصار، محفوض جرّوج وروميو عويس.
2016ـ رسائل محمد زهير الباشا إلى شربل بعيني.
2016ـ شربل بعيني ترنيمة حب، أكرم برجس المغوّش.
2017ـ الجنوب اللبناني يكرّم شربل بعيني.
2020ـ شربل بعيني منارة الحرف، د. بهية أبو حمد
2023ـ شربل بعيني صوت لبنان الامين، د. مروان كساب